# Латентная гомосексуальность
Лате́нтная гомосексуа́льность — влечение к людям своего пола, которое не переживается испытывающим его на сознательном уровне и не выражается в каких-либо открытых действиях. Это скрытое влечение может быть в силу различных причин подавлено, или же оно может не осознаваться человеком как гомосексуальность.

## История термина
Термин «латентная гомосексуальность» был введён в психоанализ Зигмундом Фрейдом на основе исследования пациента Даниэля Шребера. Фрейд считал, что латентная гомосексуальность связана с параноидальными психозами. Фрейд говорит о латентной гомосексуальности, подразумевая, что она полностью развита, но находится в неактивном состоянии, в противоположность возможной, но ещё не развитой гомосексуальности.
В статье о Шребере и других статьях Фрейд предполагал, что латентная гомосексуальность в некоторой степени присутствует во всех людях. При этом теория Фрейда о том, что все люди в какой-то степени бисексуальны, была поставлена под сомнение более поздними исследователями — как психоаналитиками, так и учёными-бихевиористами. Для объяснения латентной гомосексуальности были предложены другие методы, при этом некоторыми психоаналитиками она была отвергнута.

## Связь с гомофобией
В конце XX века появилась теория, согласно которой гомофобия — это результат латентной гомосексуальности. В 1996 году в университете Джорджии было проведено исследование, которое показало, что у некоторого количества мужчин, высказывавших гомофобные взгляды, проявляется латентная гомосексуальность. В исследовании участвовали 84 человека, из которых 35 позиционировали себя как гомофобы, и 29 не высказывали таких взглядов, остальные 20 были толерантны. Испытуемым показывали порнографию различного рода и измеряли уровень эрекции пениса в процессе её просмотра. При просмотре гетеросексуальной и лесбийской порнографии различий в реакции на неё между двумя группами почти не наблюдалось, но при просмотре гей-порнографии проявились резкие различия.
Согласно отчёту исследователей, среди группы, которая не выражала гомофобных взглядов, лишь у 24 % испытуемых эрекция была заметной, в то время как среди гомофобной группы таких оказалось 54 %. Кроме того, эрекции почти совсем не возникало у 66 % негомофобной группы, в то время как в гомофобной группе таких было 20 %. Когда же испытуемым предложили самим оценить, насколько их возбудила гомосексуальная порнография, то большинство членов гомофобной группы значительно недооценили уровень своего возбуждения.
В 2012 году учёные из трёх университетов (Университет Рочестера, Университет Эссекса и Калифорнийский университет в Санта-Барбаре) провели исследование, которое показывает связь между гомосексуальностью индивидуала, его авторитарным воспитанием и гомофобией. В частности, говорится:

Когда индивиды растут с авторитарными родителями, у них может не быть возможности исследовать свои внутренние ценности и идентичности, в результате чего они не приемлют некоторые аспекты собственной личности. Учитывая стигматизацию гомосексуальности, индивиды, чувствующие необеспеченность собственной автономии от родителей могут быть особенно мотивированны в сокрытии собственных гомосексуальных влечений….

Один из исследователей, профессор клинической и социальной психологии Университета Рочестера Ричард Райан, в частности, суммирует:

Исследование включает в себя четыре отдельных эксперимента, проведенных в США и Германии. В каждом из четырёх экспериментов принимали участие 160 студентов. Открытия дают новое эмпирическое доказательство в пользу психоаналитической теории, согласно которой страх, тревога и аверсия некоторых на вид гетеросексуальных людей против геев и лесбиянок может быть результатом собственных подавленных гомосексуальных желаний.

Исследование Шеваль и др., проведённое специалистами из Университета Женевы и Университета Ниццы, и опубликованное в мае 2016 г. в журнале The Journal of Sexual Medicine, анализировало данные по движению глаз в тесте с демонстрацией изображения. Участники исследования должны были просматривать изображения, а исследователи отслеживали время, в течение которого участник смотрел на «области интереса» (лицо и тело). Было установлено, что мужчины с высоким уровнем гомонегативизма значительно дольше рассматривали гомосексуальные изображения, чем гетеросексуальные. На основании этих данных, исследователи сделали вывод о наличии гомосексуального интереса у некоторых (но не всех) мужчин с высоким уровнем гомофобии.  Но уже осенью 2016 года, Шеваль и др., уточнили свои выводы, указывая на то,  что такие результаты могут отражать озабоченность по поводу сексуальности вообще, а не гомосексуальности в частности.
Исследование, проведённое в конце 2012 года исследователями университета Брока показало иные результаты: в данном исследовании не была показана корреляция между гомофобией и латентной гомосексуальностью. Напротив, оно показало, что скрытое влечение к лицам своего пола характерно для мужчин, которые позитивно относятся к мужчинам-гомосексуалам, и, соответственно, для женщин, которые позитивно относятся к лесбиянкам.